# 2125
2125 (ММCXXV) е обикновена година, започваща в понеделник според григорианския календар. Тя е 2125-ата година от новата ера, сто двадесет и петата от третото хилядолетие и шестата от 2120-те.